# Biofortification

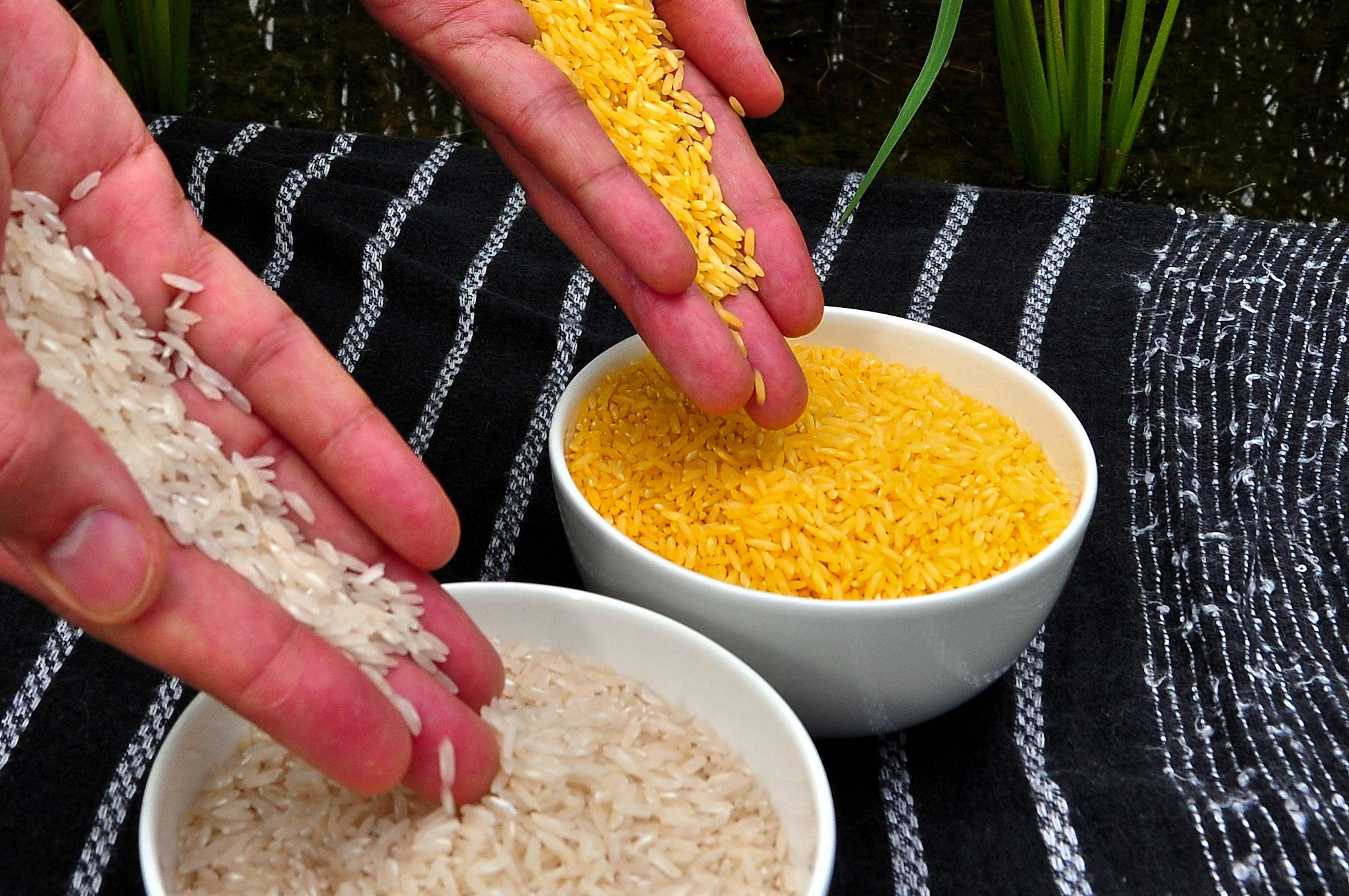
Le bol au fond à droite contient du riz doré, exemple de biofortification par génie génétique. La couleur dorée des grains provient de la teneur accrue en bêta-carotène.

La biofortification consiste à sélectionner des variétés de plantes cultivées dans le but d'augmenter leur  valeur nutritionnelle. Cela peut être fait soit par sélection conventionnelle (haricot commun, patate douce à chair orange), soit par génie génétique (cas emblématiques du riz doré, de la banane transgénique enrichie en fer). La biofortification diffère de l'enrichissement ordinaire car elle vise à rendre les aliments végétaux plus nutritifs au fur et à mesure de la croissance des plantes, plutôt que d’ajouter des nutriments aux aliments au cours du processus de transformation. Il s'agit d'une amélioration importante par rapport à l'enrichissement ordinaire pour la fourniture d'éléments nutritifs aux populations rurales pauvres, qui ont rarement accès à des aliments enrichis commercialement. En tant que telle, la biofortification est considérée comme une stratégie d'avenir pour traiter les problèmes de carences en micronutriments dans les pays à revenu faible et intermédiaire, grâce à des variétés biofortifiées. Dans le cas du fer, l'Organisation mondiale de la santé (OMS) a estimé que la biofortification pourrait aider à guérir les 2 milliards de personnes souffrant d'anémie provoquée par une carence en fer.

## Historique
Les projets de biofortification débutent dans les années 1990  avec les travaux pionniers d'Howarth Bouis (en), économiste à l'Institut international de recherche sur les politiques alimentaires.